# Alicia Lourteig
Alicia Lourteig  (Buenos Aires, 17 de dezembro de 1913 – 30 de julho de 2003) foi uma botânica argentina.

## Biografia
Fêz os seus estudos na Argentina. Obteve seu doutorado em bioquímica e farmácia na Faculdade das Ciências Médicas de Buenos Aires em 1946.
Lourteig trabalhou no Instituto Miguel Lillo de Tucumán entre 1938 e 1946, e de 1938 à 1946 no Instituto Darwiniano. Trabalhou em grandes herbários, incluindo os Jardins botânicos Reais de Kew (1948 a 1950), em Estocolmo (1950 a 1951), Copenhague (1951), Boston (1952 a 1953) e Washington DC (1953).
Com o pedido de Jean-Henri Humbert (1887-1967), foi recrutada para o CNRS em 1955, trabalhando no laboratório de fanerogamia do Museu Nacional de História Natural da França, tornando-se chefe de pesquisas em 1979.
Iniciou seus estudos sobre a flora da Argentina, estendendo suas pesquisas para as famílias das regiões neotropicais e moderadas. Participou no suplemento que completou e atualizou a obra Flora da França de Hipólito Coste (1858-1924).
Participou ativamente de numerosas sociedades cintíficas, entre elas a "Sociedade de Biogeografia", e colaborou também com artigos na revista Lilloa.
Participou  nos trabalhos de redação do Código internacional da nomenclatura botânica.
Lourteig trabalhou  intensamente em  herbários históricos como os de Gostar Bonpland (1773-1858), José Celestino Mutis (1731-1808) e de Charles Plumier (1646-1704). Além das missões na América do Sul, estudou a flora das Terras Austrais e Antárticas Francesas (o seu nome foi dado um dos lagos das ilhas de Kerguelen). O nome de uns vinte espécimes foram lhe dedicadas. É autora de mais de 200 publicações.

## Algumas publicações
- Lourteig, A; CA O'Donell. 1942. «Acalypheae argentinae (Euphorbiaceae)» Lilloa VIII.
- Lourteig, A; CA O'Donell. 1943. «Euphoriaceae argentinae. Phyllantheae, Dalechampieae, Cluytiae, Manihoteae». Lilloa IX
- Lourteig, A; CA O'Donell. 1955. Las celastráceas de Argentina y Chile. BA : Ministério de Agricultura y Ganadería, 52 pp. Serie: Publicación técnica, 15
- Lourteig, A. 1956. Ranunculaceas de Sudamérica tropical pp. 19–88. En: Memoria, Soc. Ciências Naturales La Salle. 16: 43. Caracas

### Livros
- Piedrahita, SD; A Lourteig. 1991. Genesis De Una Flora. Ed. Academia Colombiana de Ciências Exactas, Fisicas y Naturales. 334 pp. ISBN 9589205011
- Lourteig, A. 1963. Flora del Uruguay, Mayacaceae, Zygophyllaceae, Celastraceae, Lythraceae, Primulaceae. Mus. Nac de Hist. Nat., Montevideo. 38 pp. 14 planchas

Foi autora de mais de 200 publicações.

## Homenagens
O nome científico de umas vinte espécies lhe foram dedicadas, e três géneros, entre eles Alicia W.R.Anderson 2006 da família Malpighiaceae.

## Fonte
- C. Sastre (2003). Alicia Lourteig (1913-2003). Adansonia, série 3, 25 (2) : 149-150.